# Unió adherent

Diagrama d'una unió adherent, amb les principals proteïnes que hi estan implicades. a- Unions adherents (Zonula adherens)
b- Bandes d'actina perimetrals
c- Membrana plasmàtica
d- Cadherina
e- Filaments d'actina
f- α-actina
g- Vinculines
h- Catenina

Una unió adherent és una estructura biològica microscòpica que manté unides una o més cèl·lules mitjançant filaments d'actina. Aquestes unions es fan a través de les membranes plasmàtiques de les cèl·lules i hi participen unes proteïnes anomenades cadherines. Les cadherines es troben unides amb els filaments d'actina de les dues cèl·lules. Aquest tipus d'unions són especialment freqüents en teixits epitelials i també en les cèl·lules embrionàries. A més, en alguns casos estan associades a feixos de miosina que en poden provocar la contracció: Allunyant o apropant les cèl·lules i generant, en el cas de les embrionàries, el que es coneix com a gàstrula.